# Jean Yeuwain
Jean Yeuwain (Mons, vers 1566 - vers 1626) fou un dramaturg i home de lletres nascut als Països Baixos del sud. El 1591 va publicar Hippolyte, tragédie tournée de Sénèque, traducció en francès de la Fedra de Sèneca.

## Biografia
Pertanyia a la classe mitjana de Mons i probablement va estudiar al Collège de Houdain, fundat el 1545 i els edificis del qual són avui part de la Facultat Politècnica de Mons.
El 1591, va publicar Hippolyte, tragédie tournée de Sénèque. El text que usà és sens l'editat pel jesuïta Antoine Delrio (el 1576), tot i que el traductor es prengué certes llibertats amb el text llatí. Yeuwain havia escrit altres tragèdies, que actualment s'han perdut. El seu germà, el poeta André Yeuwain, conservà el manuscrit d'aquesta traducció, avui en dia disponible per a la consulta a la biblioteca pública a Mons

## Obres
- Jean Yeuwain, Hippolyte, tragédie tournée de Sénèque (1591), edició crítica precedida per una introducció i acompanyada d'un estudi literari de Gontran Van Severen, doctor en filosofia i lletres, Léon Dequesne, Mons, 1933. In-8°. (a Wikisource)